# 폴리아모리

폴리아모리 깃발

폴리아모리(영어: Polyamory)는 비혼자 집단과 기혼자 집단에서 동시에 여러 명의 성애 대상을 가질 수 있는 경우를 칭한다. 비독점적 다자연애자는 한 명만을 성애 대상으로 삼아야 한다는 입장이 아니라는 것일 뿐 일대일 연애 관계를 맺기도 한다.
전 세계적으로 혼인은 대개 일부일처제이고 혼인자 집단은 법에서 규정하는 '정조의 의무'의 제어를 받게 된다. 따라서 '비독점적 다자연애자'이든 '독점적 일자연애자'이든 '정조의 의무'를 준수할 사람들만 혼인을 한다. '정조의 의무 위반'이란 배우자 이외의 이성과 '연애 행위'를 하는 것을 의미하는 것으로 법에서 정한 이혼 사유가 된다.

## 다자간 연애의 정의

### 정의 및 용어의 유래

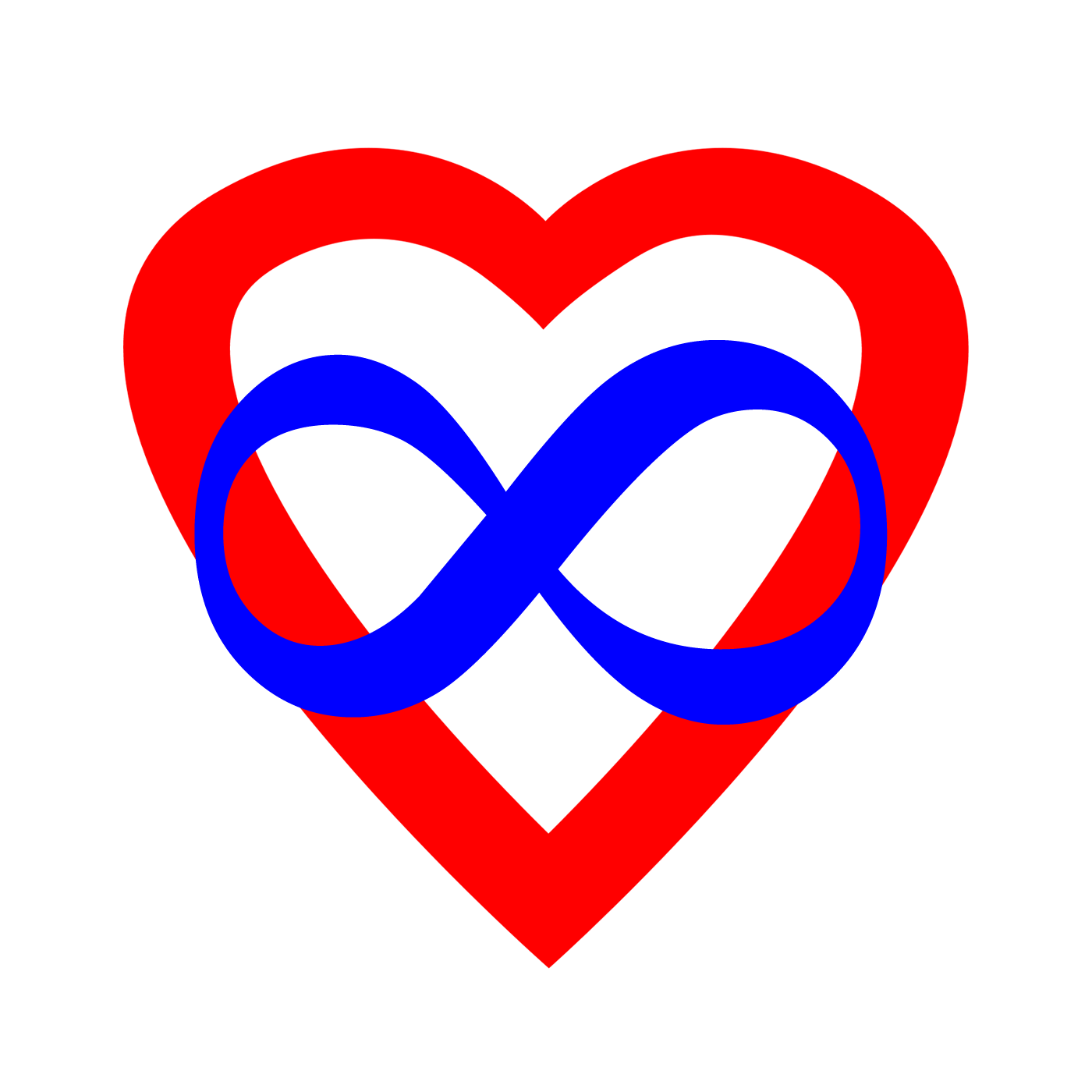
폴리아모리의 상징

다자간 연애는 한 사람이 또 다른 한 사람과만 결혼하는 ‘일부일처제’, ‘일처일부제’의 개념에 반(反)한다. ‘일부다처제’ 혹은 ‘일처다부제’의 개념과 정확하게 일치하진 않지만 가장 가깝다고 볼 수 있다. 다자간 연애는 영어로 ‘polyamory’이며, ‘poly’는 그리스어로 ‘많은’을, ‘amor’은 라틴어로 ‘사랑’을 뜻한다

## 다자간 연애의 사례

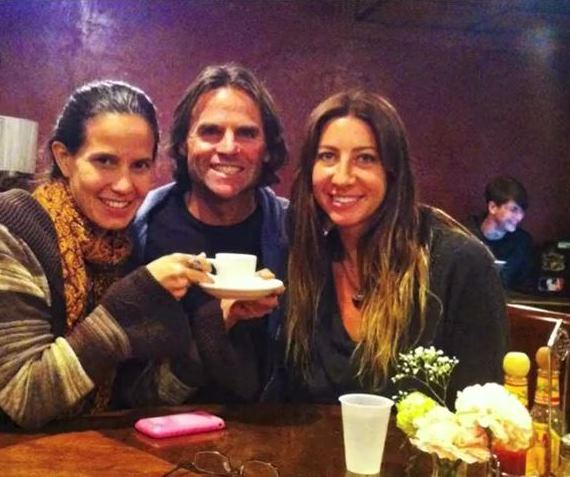
왼쪽부터 카말라 데비, 마이클 매클루어, 그의 여자친구

원더우먼과 거짓말 탐지기의 창조자로 알려진 윌리엄 몰턴 마스턴 교수와 그의 두 아내 엘리자베스 홀러웨이, 올리브 번은 현대의 다자연애자로 볼 수 있다. 올리브 번은 엘리자베스를 사랑했고 마스턴 교수에게도 호감을 가졌으며, 마스턴 교수는 두 아내와의 사이에서 자식을 가져 대가족을 이루었다.
미국에 살고 있는 마이클 매클루어(Michael McClure)와 그의 부인인 카멀라 데비(Kamala Devi)는 둘 다 다자간 연애자이다. 즉, 부부가 모두 다자간 연애에 찬성을 하고, 실제로 결혼 생활 중에 배우자가 아닌 다른 사람과의 공개적인 연애(상대 배우자가 연애 사실에 대해 명백하게 알고 있다는 조건)를 한다. 결혼한 상태인 마이클에게 여자 친구가 따로 있고, 그 여자 친구가 다른 남자와 결혼을 하기 전까지는 마이클과 카멜라와 함께 한 집에서 생활을 했다고 한다. 카멜라 또한 남편이 아닌 남자친구가 있고 결혼생활, 육아와 동시에 그와의 교제도 이어간다.

## 다자간 연애자
다자간 연애자(polyamorist)는 다자간 연애의 개념에 동의하는 사람들을 가리킨다.

### 가치관
그들은 누군가를 독점하고 있는 것이 사랑을 뜻하는 것이 아니라는 생각을 가지고 있다. 누군가를 사랑한다면 그 사람이 자유롭게 본인이 하고 싶은 것을 할 수 있도록 만들어주는 것이 진정한 사랑이라고 믿는다. 배우자가 혹은 연인이 자신이 아닌 또 다른 사람을 사랑한 다는 것이 질투가 나는 것이 당연하지만, 상대방이 나 말고 다른 사람과 함께 있음으로 인해서 기쁨을 느낀다고 생각하며 질투를 다스린다고 한다.
다자간 연애에서 가장 중요하게 여겨지는 것은 본인이 A 그리고 B와 교제를 하고 있다는 사실을 A, B도 동일하게 알고 있어야 한다는 것이다.

## 다자간 연애와 바람 피우기
다자간 연애를 하는 것이 속히, ‘양다리 걸치기’나 ‘바람 피우기’를 하는 것과 다를 바가 무엇인가? 하는 의문을 가지게 될 것이다.

### 두 개념의 차이
‘다자간 연애’가 ‘바람 피우기’와 구분되는 가장 큰 차이점은, 예를 들어 A가 교재 중에 있는 상대들(B, C, D) 모두가 A의 다른 애인들의 존재에 대해 알고 있으며 그것에 동의를 한다는 것이다. 존재뿐만이 아니라 그들과 어떤 얘기를 했고 어떤 일이 있었는지도 솔직하게 얘기하는 것이 중요하다. 이야기를 듣는 상대방 또한 질투심에 화를 내거나 안 좋은 감정을 가지기 보다도 수용하는 자세를 가진다.

## 다자간 연애의 유형
다자간 연애는 독신 가구, 법적으로 결혼을 한 사람, 아이가 있는 가정 등 어느 유형에서도 나타날 수 있다.

## 단체

### Loving More
약 50개국에서 38,000여 명의 회원이 가입하고 있는 이 비영리 단체는 다자간 연애를 지지하는 사람들의 단체이다. 미국에서는 각지에 살고있는 다자간 연애자들이 인터넷 사이트를 통해 서로를 알게 되어 정기적으로 만남을 가진다. 이 모임에서 공동의 어려움을 토로하고 대처방법을 고민한다.

### 단체의 역사
1980년대 현대의 다자간연애에 대한 움직임이 시작되었고 이 단체는 시작부터 핵심역할을 했다고 한다. 1980년대에 미국 오레건 주의 Ryam Nearing이라는 여성이 두 명의 남편과 함께 살면서 자신과 비슷한 생각을 가진 사람들과 연결망을 형성해 나갔다. 1991년에 이 단체가 현재의 이름인 Loving More라는 이름을 가지게 되었다.

## 참고 문헌
- 《우리는 폴리아모리 한다》, 심기용/정윤아 지음, 알렙, 2017. 7, 256쪽, ISBN 9788997779857
- 《폴리아모리 - 새로운 사랑의 가능성》, 후카미 기쿠에 지음, 곽규환/진효아 옮김, 해피북미디어, 2018. 3, 235쪽, ISBN 9788998079277
  - 《ポリアモリー 複数の愛を生きる》 (平凡社新書777), 深海 菊絵(著), 平凡社, 2015, 6, 236p, ISBN-10: 4582857779 / ISBN-13: 978-4582857771
- 《두 명의 애인과 삽니다》, 홍승은 지음 , 낮은산 , 2020. 7, 336쪽

## 같이 보기
- 비독점적 다자연애자의 목록